# Duijiugou
Duijiugou (kinesiska: 对九沟, 对九沟乡) är en socken i Kina. Den ligger i den autonoma regionen Inre Mongoliet, i den norra delen av landet, omkring 180 kilometer öster om regionhuvudstaden Hohhot.
Genomsnittlig årsnederbörd är 603 millimeter. Den regnigaste månaden är juli, med i genomsnitt 163 mm nederbörd, och den torraste är januari, med 3 mm nederbörd.